# Akustische Bassgitarre
Die akustische Bassgitarre ist ein Lauteninstrument der Gitarrenfamilie und wird wie ein E-Bass oder Kontrabass gestimmt.

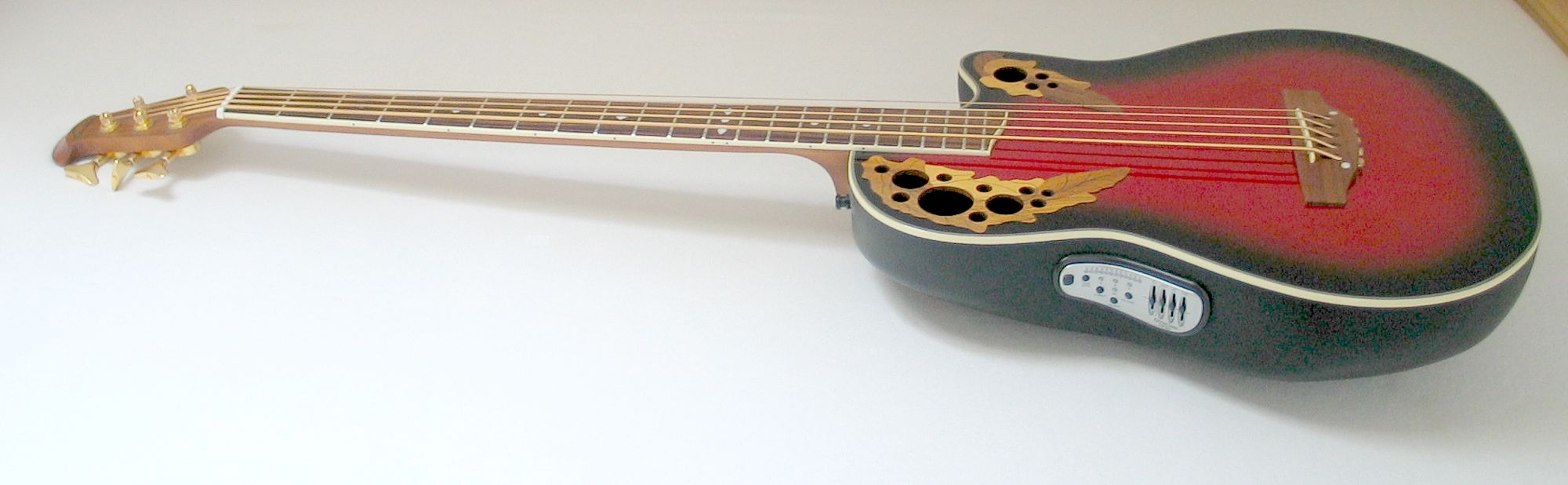
Fünfsaitiger Akustikbass, Hersteller Ovation. Phosphorbronzesaiten, Stimmung ,,H-,E-,A-D-G. In den Steg ist von außen unsichtbar ein piezoelektrischer Tonabnehmer eingebaut. Im Korpus befindet sich ein batteriebetriebener Vorverstärker mit Klangregler und Stimmgerät

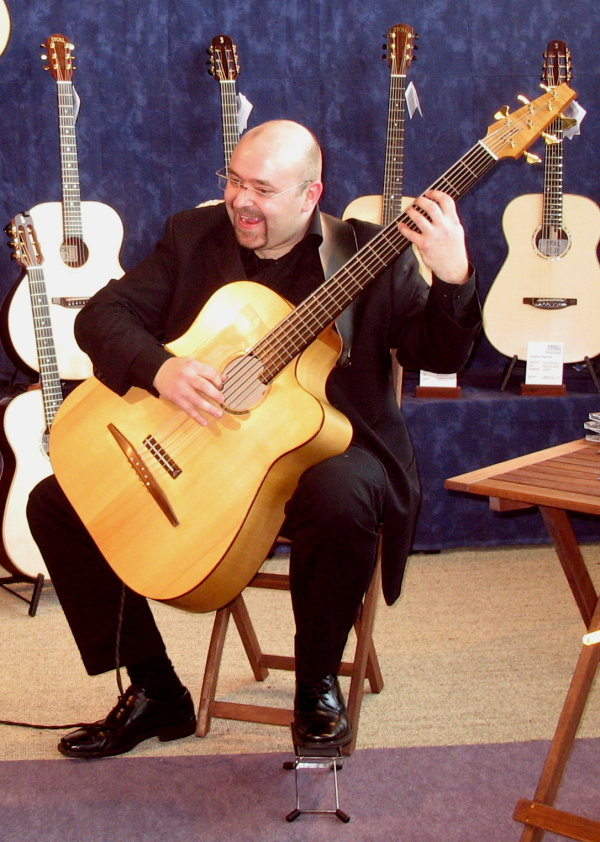
Sechssaitiger bundierter Stoll-Akustikbass in Aktion

In der Umgangssprache wird die akustische Bassgitarre auch Akustikbass genannt. In der Bauweise ähnelt der Akustikbass meist einer Westerngitarre, hat jedoch einen etwas größeren Korpus. Er muss von der Bassgitarre unterschieden werden, die einerseits mit zwei Hälsen und andererseits auch als Bassinstrument der klassischen Konzertgitarre gebaut wird.
Der E-Bass setzte sich seit den 1950er-Jahren als handlichere Alternative zum Kontrabass durch. Er hat den Nachteil, dass er mangels eines Resonanzkörpers nur elektrisch verstärkt gespielt werden kann. Als Alternative kam der Akustikbass auf, der ebendiesen Resonanzkörper hat und somit unverstärkt gespielt werden kann. Optisch ähnelt er einer akustischen Gitarre. Er ist hauptsächlich in viersaitiger Ausführung, manchmal auch als Fünf- oder Sechssaiter erhältlich. Das Instrument wird wie ein E- oder Kontrabass durchgehend in Quarten gestimmt, als Viersaiter in ,E-,A-D-G,  als Fünfsaiter meist mit tiefer ,,H-Saite, seltener mit hoher c-Saite.
Da die meisten Akustikbässe sich in ihrem Korpusvolumen nur wenig von einer gewöhnlichen Gitarre unterscheiden, sind sie häufig mit einem Tonabnehmer ausgerüstet, um das nötige Durchsetzungsvermögen zu gewährleisten. Aus Gründen des Klanges werden fast ausschließlich piezoelektrische Abnehmer eingebaut.
Eine Ausnahme bildet der Stoll-Akustikbass, der sich bei der Korpusform zwar an der Gestalt der Gitarre orientiert, jedoch in seinen Ausmaßen weitaus größer ausfällt als andere Akustikbässe. Das erhöhte Korpusvolumen ermöglicht auch unverstärkt einen druckvollen Klang, wenngleich der Stoll-Akustikbass meist mit einem McLoud-Tonabnehmer bestückt ist. 
In den 1970er Jahren wurde bereits von der Ernie Ball Incorporation Company in den USA der sogenannte Earthwood-Akustikbass gebaut, der aufgrund seiner Größe ebenfalls als vollwertiges akustisches Instrument gilt. Die Produktion wurde allerdings Anfang der 1980er Jahre eingestellt. Bekanntester Nutzer des Earthwood-Akustikbasses ist Brian Ritchie von den Violent Femmes.  
Die Übergänge zu ähnlichen Instrumentenarten sind fließend. Zum einen gibt es „semiakustische“ Instrumente mit winzigen Resonanzkörpern, die akustisch höchstens zum Üben geeignet sind (zum Beispiel der Höfner-„Beatles-Bass“, durch Paul McCartney populär geworden); diese sind in der Regel mit herkömmlichen Stahl- oder Nickelsaiten und elektromagnetischen Pickups ausgerüstet. Zum anderen gibt es auch Instrumente, die in der Größe und teils auch in ihrem Aufbau (Stachel, Saitenhalter, F-Löcher) in Richtung E-Kontrabass oder Kontrabass gehen (zum Beispiel das Modell Takamine B10).
In Deutschland haben sich auf dem akustischen Bass der auf der Abbildung mit dem Stoll-Bass zu sehende Alexander Holz und der oft solo auftretende Ralf Gauck hervorgetan.